# Globus d'Or del 2014
La 71a cerimònia dels Premis Globus d'Or va tenir lloc a Beverly Hills (Califòrnia) el diumenge 12 de gener de 2014. Les candidatures van ser anunciades el 12 de desembre de 2013.

## Nominacions i guanyadors
Els guanyadors en negreta.

### Premi Cecil B. DeMille
Woody Allen

### Cinema
| Millor pel·lícula | Millor pel·lícula |
| Drama | Musical o Comèdia |
| --- | --- |
| - 12 anys d'esclavitud - Philomena - Gravity - Rush - Captain Phillips | - American Hustle - Her - Nebraska - Inside Llewyn Davis - The Wolf of Wall Street |
| Millor interpretació - Drama | |
| Actor | Actriu |
| - Matthew McConaughey – Dallas Buyers Club com a Ron Woodroof - Chiwetel Ejiofor – 12 anys d'esclavitud com a Solomon Northup - Idris Elba – Mandela: Long Walk to Freedom com a Nelson Mandela - Tom Hanks – Captain Phillips com a Capità Richard Phillips - Robert Redford – All Is Lost com a L'home | - Cate Blanchett – Blue Jasmine com a Jeanette "Jasmine" Francis - Sandra Bullock – Gravity com a Dra. Ryan Stone - Judi Dench – Philomena com a Philomena Lee - Emma Thompson – Saving Mr. Banks com a P. L. Travers - Kate Winslet – Labor Day com a Adele Wheeler |
| Millor interpretació - Musical o Comèdia | |
| Actor | Actriu |
| - Leonardo DiCaprio – The Wolf of Wall Street com a Jordan Belfort - Christian Bale – American Hustle com a Irving Rosenfeld - Bruce Dern – Nebraska com a Woody Grant - Oscar Isaac – Inside Llewyn Davis com a Llewyn Davis - Joaquin Phoenix – Her com a Theodore Twombly                             | - Amy Adams – American Hustle com a Sydney Prosser - Julie Delpy – Abans del capvespre (Before Midnight) com a Céline Wallace - Greta Gerwig – Frances Ha com a Frances Halladay - Julia Louis-Dreyfus – Enough Said com a Eva - Meryl Streep – Agost com a Violet Weston |
| Actor secundari | Actriu secundària |
| - Jared Leto – Dallas Buyers Club com a Rayon - Barkhad Abdi – Captain Phillips com a Abduwali Muse - Daniel Brühl – Rush com a Niki Lauda - Bradley Cooper – American Hustle com a Richie DiMaso - Michael Fassbender – 12 anys d'esclavitud com a Edwin Epps                                           | - Jennifer Lawrence – American Hustle com a Rosalyn Rosenfeld - Sally Hawkins – Blue Jasmine com a Ginger - Lupita Nyong'o – 12 anys d'esclavitud com a Patsey - Julia Roberts – Agost com a Barbara Weston-Fordham - June Squibb – Nebraska com a Kate Grant |
| Millor director | Millor guió |
| - Alfonso Cuarón – Gravity - Paul Greengrass – Captain Phillips - Steve McQueen – 12 anys d'esclavitud - Alexander Payne – Nebraska - David O. Russell – American Hustle | - Spike Jonze – Her - Steve Coogan i Jeff Pope – Philomena - Bob Nelson – Nebraska - John Ridley – 12 anys d'esclavitud - Eric Warren Singer i David O. Russell – American Hustle |
| Millor banda sonora | Millor cançó original |
| - Alex Ebert – All Is Lost - Alex Heffes – Mandela: Long Walk to Freedom - Steven Price – Gravity - John Williams – The Book Thief - Hans Zimmer – 12 anys d'esclavitud | - "Ordinary Love" (U2 i Danger Mouse) – Mandela: Long Walk to Freedom - "Atlas" (Coldplay) – The Hunger Games: Catching Fire - "Let It Go" (Kristen Anderson-Lopez i Robert Lopez) – Frozen: El regne del gel - "Please Mr. Kennedy" (Ed Rush, George Cromarty, T Bone Burnett, Justin Timberlake, Joel Coen i Ethan Coen) – Inside Llewyn Davis - "Sweeter Than Fiction" (Taylor Swift i Jack Antonoff) – One Chance |
| Millor pel·lícula d'animació | Millor pel·lícula de parla no anglesa |
| - Frozen: El regne del gel - Els Croods - Despicable Me 2 | - La grande bellezza • Itàlia - La vie d'Adèle • França - The Hunt • Dinamarca - Le Passé • Iran - The Wind Rises • Japó |